# ニクソン (映画)
『ニクソン』（Nixon）は、1995年にオリバー・ストーンが監督したアメリカ映画。
カリフォルニア州に生まれ、フットボールに打ち込んだ青年時代、政界入りを経て1968年に第37代アメリカ大統領に就任したリチャード・ニクソンの半生を描いている。特に辞任のきっかけとなったウォーターゲート事件、そして精神的に追い込まれていくニクソンの姿に焦点が当てられている。

## ストーリー
1972年6月17日、ホワイトハウスの「鉛管工グループ」がワシントンD.C.のウォーターゲート・ビル内の民主党全国委員会本部に侵入し、逮捕される。
18か月後の1973年12月、リチャード・ニクソン大統領の首席補佐官アレグザンダー・ヘイグがニクソンに聴かせるために、大統領執務室で録音された音声テープを持って来る。2人はウォーターゲート事件とそれによって引き起こされた混乱について話し合う。FBI長官J・エドガー・フーバーの死について話した後、ニクソンはジョン・ディーン法律顧問、ジェームズ・マッコード(5人の侵入犯の内の1人)、その他ウォーターゲート事件に関わった人々について口汚く話す。ヘイグが辞去しようとした時、ニクソンはヘイグに、なぜ、自分には名誉ある兵士のように自殺するためのピストルが与えられないのかと尋ねる。
映画の大部分はニクソンのテープの再生及び回顧を通して語られる。
ニクソンは録音を再生し、これにより記憶が呼び起こされ、映画内の一連の回顧が始まる。最初は、侵入から約1週間後の1972年6月23日、H.R. ハルデマン首席補佐官、ジョン・アーリックマン内政問題担当大統領補佐官、ディーン法律顧問との協議である。アーリックマンとディーンは辞去し、ニクソンは後に「決定的証拠」（注：侵入事件に関するFBIの捜査を止めさせるようCIAに指示したこと。司法妨害を意味する）となってしまうことについてハルデマンと話す。
ヘンリー・キッシンジャーは、最初は高名な教授として、後に国家安全保障問題担当大統領補佐官及び国務長官として映画の中で重要な役割を果たす。映画全体を通して、キッシンジャーが実際何者なのかを巡ってニクソンとそのスタッフとの間で議論が続く。彼はマスコミでの評判だけを気にする情報漏洩者なのか、それとも大統領の命令に従う忠実な臣下なのか？閣僚の多くはキッシンジャーを情報漏洩の張本人として非難するが、ニクソンはキッシンジャーを見捨てることができない。
政治家としての絶頂期にあるニクソンは、幼少期を振り返り、両親が彼と兄弟たちをどの様に育てたかを回顧する。彼の兄弟のうち2人は若くして結核で亡くなり、このことが大統領に大きな影響を与えた。
この映画はニクソンの人生と政治キャリアのほとんどをカバーしており、彼と彼の妻がアルコールと処方薬を乱用したことを示唆している。ウォーターゲート事件時の静脈炎と肺炎を含むニクソンの健康問題も描かれている。彼の薬物の多用はこれらが原因であると考えられることもある。
この映画はまた、ピッグズ湾事件への言及を通じて、ニクソンがジョン・F・ケネディ暗殺に対して感じていた、本当のもしくは想像上のある種の責任を示唆している。その意味するところは、ドワイト・D・アイゼンハワー政権におけるニクソンの副大統領としての任期中に固められたピッグズ湾侵攻の実行体制が制御不能となり、ケネディ暗殺、そして最終的にはウォーターゲート事件にまで至ったということである。
映画は、1974年8月9日、ニクソン大統領が辞任し、大統領専用ヘリコプター「マリーン・ワン」でホワイトハウスの南庭の芝生から出発するところで終わる。1994年4月27日にカリフォルニア州ヨーバリンダで行われたニクソンの葬儀の実際の映像がエンドクレジットで流れ、当時存命だった大統領経験者全員（ジェラルド・フォード、ジミー・カーター、ロナルド・レーガン、ジョージ・H・W・ブッシュ）と当時の大統領ビル・クリントンが出席している模様が映る。

## キャスト
※括弧内は日本語吹替
- リチャード・ニクソン - アンソニー・ホプキンス（田口計）
- パット・ニクソン - ジョアン・アレン（寺田路恵）
- エヴェレット・ハワード・ハント - エド・ハリス（西村知道）
- ジョン・エドガー・フーヴァー - ボブ・ホスキンス（斎藤志郎）
- アレクサンダー・ヘイグ - パワーズ・ブース（石塚運昇）
- ジョン・N・ミッチェル - E・G・マーシャル（宮田光）
- ジョン・ディーン - デヴィッド・ハイド・ピアース（牛山茂）
- ロナルド・ジーグラー - デヴィッド・ペイマー
- ヘンリー・キッシンジャー - ポール・ソルヴィノ（渡部猛）
- ハンナ・ニクソン - メアリー・スティーンバージェン
- ハロルド・ニクソン - トニー・ゴールドウィン
- ジョン・アーリックマン - J・T・ウォルシュ（藤城裕士）
- ハリー・ロビンス・ハルデマン - ジェームズ・ウッズ（有本欽隆）
- マーサ・ミッチェル - マデリーン・カーン
- トリニ・カルドーサ - ダン・ヘダヤ（牛山茂）
- 毛沢東 - リック・ヤン
- レオニード・ブレジネフ - Boris Sichkin

## 評価
レビュー・アグリゲーターのRotten Tomatoesでは64件のレビューで支持率は75%、平均点は6.70/10となった。Metacriticでは22件のレビューを基に加重平均値が66/100となった。

## 学術的参考文献
- 山口和彦 「オリバー・ストーンの『ニクソン』におけるニクソン表象―アメリカ社会の共同幻想とメランコリーの政治学」、杉野健太郎編『映画とネイション』（映画学叢書[監修加藤幹郎]、ミネルヴァ書房、2010年）所収。